# Claassenia magna
Claassenia magna és una espècie d'insecte plecòpter pertanyent a la família dels pèrlids.